# Tag URI
Les Tag URI sont des URI conçus pour être uniques dans le temps et l'espace tout en étant utilisable par les humains. Ils sont distincts des autres URI, car ils ne comportent aucun mécanisme d'autorité de résolution. Ils utilisent le concept d'espace daté. Un tag peut-être utilisé simplement comme un descripteur pur. Utiliser un tag URI peut donc avoir certains avantages sur la pratique commune des URI HTTP comme identificateurs pour les ressources non HTTP.

## Histoire
Au début des années 2001, Sandro Hawke propose TANN URI , ainsi que Tim Kindberg  le premier brouillon pour tag URI . Ils travaillèrent ensemble sur l'évolution de la proposition jusqu'à sa finalisation en RFC à l'IETF. 
Il est depuis utilisé comme identifiant dans un certain nombre de protocoles ou schémas comme dans OAI-ORE.
Le Tag URI utilise la notion d'« espace daté », incluant une information temporelle créant une description définie, c'est-à-dire unique.  Par exemple, « http://example.org/maison » est générique mais ne permet pas d'identifier un objet particulier alors que « http://example.org/2009/08/02/maison » permet de rendre la description unique. « The date is chosen to make the tagging entity globally unique, exploiting the fact that domain names and email addresses are assigned to at most one entity at a time. » 